# Mainstream
Mainstream är ett engelskt substantiv och begrepp, som beskriver en kulturyttring med grundbetydelsen huvudströmning eller övergripande flöde. Yttringen är integrerad i den allmänna kulturen genom att den både riktar sig till och konsumeras av en relativ majoritet av befolkningen. Mainstream-medier är ett begrepp för etablerade medier med utbredd konsumtion och acceptans.   
Begreppet är inte oomstritt, utan får närmast ses som en generaliserande rubrik över populära kulturyttringar av alla dess former inom vitt skilda områden som media, utbildning, ekonomi, sociologi, vetenskap, populär film och musik. Det är också ett kritikbegrepp mellan kulturkonsumenter och kulturproducenter, som i sina kulturella ambitioner söker ta avstånd från just det för tillfället mest populära. Begreppet kan ses som en motsats till begrepp som underground och subkultur. Personer som ser sig som en del av de senare två kulturyttringarna använder emellanåt begreppet mainstream nedsättande.
I svenskan används ordet ofta som ett adjektiv: någonting är mer eller mindre "mainstream". Ordet har tagits upp som substantiv i SAOL, men de närmaste adjektiven torde vara konventionell och integrerad. En annan översättning skulle kunna vara "den stora massan". På engelska är mainstream även ett verb som ungefär betyder (att) integrera.

## Inom litteratur
Mainstreamlitteratur definieras i en dansk ordbok som "Konventionell litteratur utan kontroversiella experiment med form och innehåll". Det sammanfaller väl med vad som gäller kulturyttringar i stort. Det sticker inte ut och får därmed en kvalitetsgradering över sig, därför att det som är nytt och omvälvande oftast värderas högre. 
Det kan även skilja ut facklitteratur och speciella genrer som science fiction från "vanlig" skönlitteratur. På Eurocons 2011 många paneldiskussioner var det en som specifikt rörde fantastik-genrens utveckling och dess förhållande till mainstreamlitteraturen.
Man menade att det som avses med mainstreamlitteratur i relation till SF/fantasy/skräck inte nödvändigtvis är fråga om försäljningssiffror och popularitet. Det som definieras som mainstream är istället den litteratur som faller utanför ramen för dessa tre fantastik-genrer. Det gör relationen mellan genre och mainstream problematisk. Båda begreppen blir breda till men för innehållet, och det är inte klart, om popularitet, erkännande eller något annat avses, då man anför inflytande på mainstreamlitteraturen.

## Inom musik
Ett exempel är reggaemusiken som spridit sig från en liten ö med 2,5 miljoner invånare till i stort sett hela världen, där den inte bara hörs på musikalbum och radio utan i TV-reklamen, i långfilmer, i inledningsmusiken i barnprogram och TV-serier, som musik i TV- och datorspel osv.
Mainstream jazz är enligt Cassel den typ av jazz som grasserar mellan tidig och modern jazz, men det finns fler mer utförliga tydningar. Avantgardejazz kallas musik som låter likt frijazz med minimal respekt och påverkan av formella gränser, men som trots distinktivt avsteg från traditionella harmonier, har förutbestämda strukturer över vilka improvisationen kommer in. Sådana strukturer kan vara på förhand nedskrivna not för not.

## Inom vetenskap
Mainstreamvetenskap är forskning inom ett etablerat akademiskt ämne, med utgångspunkter, metoder, och resultat som är allmänt accepterade och inte väsentligt avviker från ortodoxa teorier inom området. Inom vetenskapsteorin är mainstreamvetenskap ett forskningsområde som framgångsrikt har genomgått processen att bli etablerat.  Nya forskningsområden som inte har nått dit ännu kallas företrädesvis för  protovetenskap medan  marginalvetenskap används om forskning som är vetenskaplig men vars utgångspunkter och/eller resultat är omstridda och ej allmänt accepterade.  En definition av mainstream i termer av proto- och marginalvetenskap ges av följande tabell:
|              |                                                  |                                     |                | Systematiserad som vetenskaplig definition |
|              |                                                  | Som hanteras med vetenskaplig metod |                |                                            |
|              | Låtsas vara vetenskap eller ser ut som vetenskap |                                     |                |                                            |
| Vidskepelser | Pseudovetenskap                                  | Marginalvetenskap                   | Protovetenskap | (Mainstream-/etablerad) vetenskap          |

Genom sin rutinmässiga tillämpning av vedertagna vetenskapliga metoder kan mainstream avgränsas från pseudovetenskap, och specifika typer av forskning ställs i sin rätta dager som skräpvetenskap, cargokultförfaranden och vetenskapsfusk.  Denna avgränsning benämns demarkationsproblemet.
I motsats till litteratur och konst har avsteg från huvudfåran inte ett egenvärde inom vetenskapen.  Bevisbördan ligger på den som kommer med något nytt och oprövat, och alltför avvikande idéer kan bemötas med misstänksamhet.  Företrädare för marginalvetenskap och pseudovetenskap upplever sig ha svårt att få gehör och bli finansierade eller publicerade i aktade tidskrifter.  
Både praktiskt och vetenskapsteoretiskt är det en besvärlig avvägning att göra för forskare, forskningsfinansiärer, och tidskrifter.  En avvisande attityd mot avvikande idéer riskerar att missa genuina framsteg, medan en mer tillåtande attityd riskerar att släppa fram både pseudovetenskap och marginalvetenskapliga idéer utan bestående vetenskapligt värde.
Några exempel på avvikande idéer, som i efterhand visat sig vara framsteg: Aristarchos i antiken med heliocentrisk världsbild, Nobelpriset i kemi 2011 med Dan Shechtman som länge var utfryst, Alfred Wegeners kontinentaldrift.
- Mainstream Science on Intelligence

## Inom socialpolitik
- Jämställdhetsintegrering